# Antigendrift

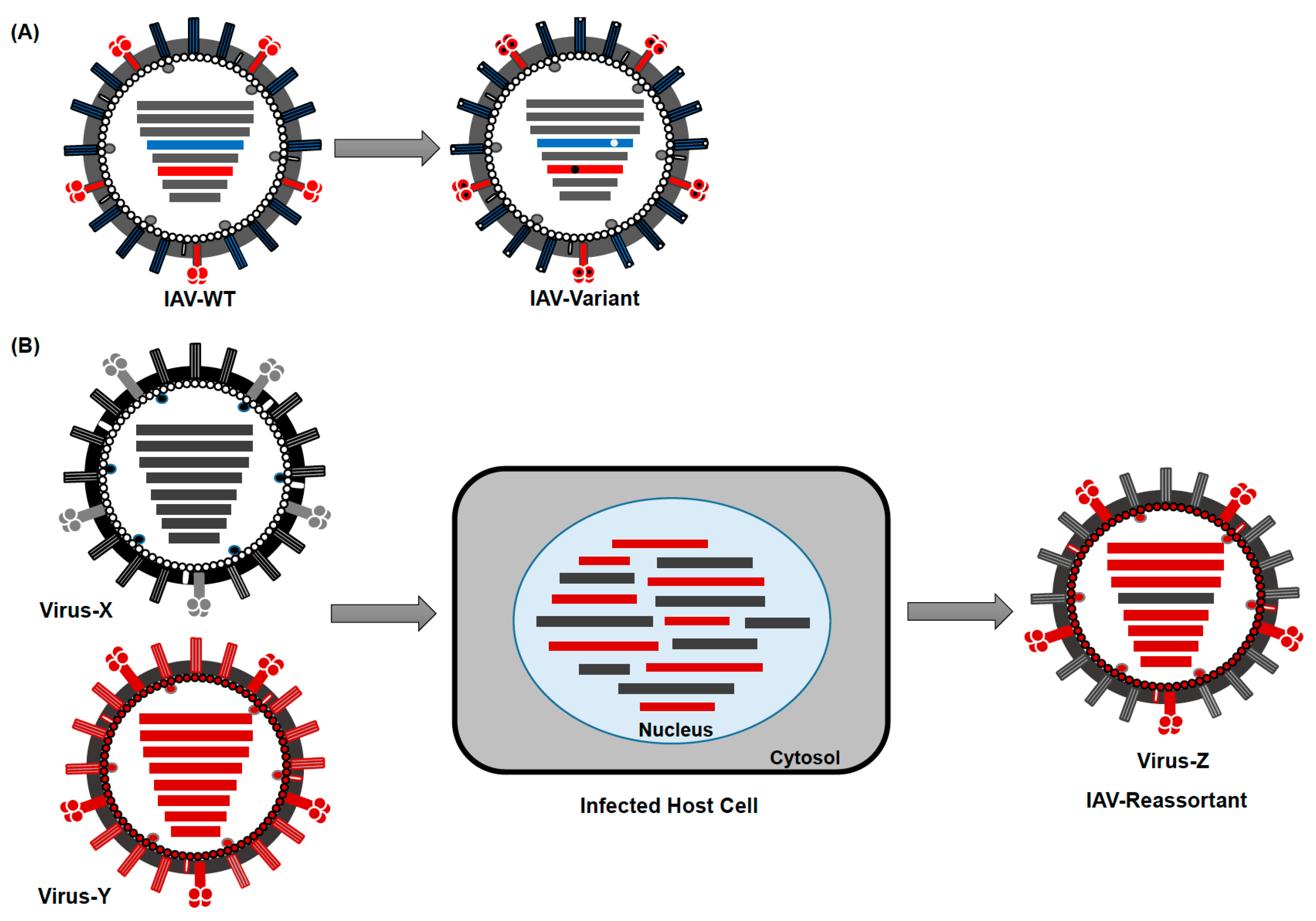
Antigendrift (a) und Antigenshift (b)

Antigendrift ist die langsame, kontinuierliche und zufällige Veränderung von immunitätsbildenden Oberflächenstrukturen (Antigenen) von Viren.

## Allgemeines
Im Gegensatz zum Antigenshift passiert die Antigendrift zufällig und in kleinerem Rahmen durch Kopierfehler (Punktmutationen) während der Vermehrung (Replikation) von Viren. Die Viren können sich dadurch dem Immunsystem entziehen (Immunevasion) und auch die systematische medizinische Bekämpfung erschweren.
Bekannt ist dieser Mechanismus zum Beispiel bei den Influenzaviren und den Lentiviren, zu denen auch das HI-Virus gehört.

## Voraussetzungen für die Antigendrift
Kopierfehler bei der Replikation drücken sich in Punktmutationen, also im Einbau von falschen Basen an zufälligen Genorten, aus. Codiert dieser zufällig veränderte Genort ein Antigen, kommt es zur Antigendrift. Man könnte also sagen, dass der Antigendrift eine Gendrift vorausgeht.
Da Viren im Gegensatz zu den höherentwickelten Zellen nur über wenige oder gar keine Reparaturmechanismen verfügen, werden diese Fehler nicht korrigiert. Zusätzlich arbeitet die RNA-Polymerase im Vergleich zu anderen Polymerasen relativ ineffizient, wodurch sich eine höhere Fehlerrate bei der Strangsynthese ergibt und Mutationen hiermit wahrscheinlicher werden.
Als zusätzlich "hilfreich" für die Antigendrift erweist sich die "Fortpflanzungsmethode" der Viren, die fremde Zellen infizieren und dort mehrere tausend Kopien ihrer selbst herstellen. Selbst bei einer kleinen Chance auf eine Genveränderung, ist also die Chance groß, dass ein oder mehrere Virenmoleküle eine Punktmutation erhalten. Während Fehler dieser Art zum Beispiel bei einer hochentwickelten Säugetierzelle zum Zelltod führen können, bedeuten sie für einige Viren sogar einen großen Selektionsvorteil (siehe dazu Evolution).

## Antigendrift
Durch die entstandene minimale Veränderung von bestimmten Genen der viralen RNA, die für die Codierung der jeweiligen Antigene verantwortlich sind,  kommt es bei den Antigenen zu minimalen Veränderungen der Struktur (meist ändert sich nur eine Aminosäure). Dadurch kann das Immunsystem des befallenen Wirtes die „neuen“ Antigene nicht oder nur schwer erkennen, und die zuvor vom Immunsystem hergestellten Antikörper können das neue Antigen nicht mehr binden.
Siehe auch: Antigenerbsünde

## Bedeutung für den Wirt
Oft ist es dem Immunsystem möglich, einige durch Antigendrift entstandene neue Antigene mit den alten Antikörpern zu bekämpfen. Irgendwann passen die Antikörper aber nicht mehr, und das Immunsystem muss sich völlig neu auf die Antigene einstellen.
Bis das Immunsystem die neuen Antikörper hergestellt hat, können sich die Antigene schon wieder verändert haben, so dass immer nur eine kleine Anzahl von Viren ausgeschaltet werden kann. Auf diese Art und Weise können Viren sich immer wieder der Immunabwehr entziehen, und es kommt zu einer persistierenden (dauerhaften) Infektion.

## Virologische Bedeutung
Durch Antigendrift bilden sich nicht sofort neue Subtypen von Viren. Das bedeutet, die Antigene verändern sich nicht völlig. Es wird ja immer nur ein kleiner Teil des Gens und somit des zugehörigen Antigens verändert. Die Klassifizierung des Virensubtyps anhand der Hüllproteine bleibt also gleich.
Die Entstehung eines neuen Subtyps setzt unter anderem einen Antigenshift voraus.
Allerdings ist es denkbar, dass sich durch andauernde Antigendrift irgendwann ein neuer Subtyp bildet.

## Bedeutung für die Bekämpfung von Viren
Impfstoffe enthalten normalerweise einen ungefährlichen, nicht vermehrungsfähigen Teil des ursprünglichen Virus, der aber Antigene enthält. 
Das Immunsystem bildet als Reaktion auf die Impfung Antikörper und kann das Virus bei Invasion sofort bekämpfen, bevor es zum Ausbruch der Krankheit kommt. Durch die Antigendrift sind die Impfstoffe meist nutzlos, da sich das echte Virus durch Antigendrift schon längst weiterverändert hat, bis der Impfstoff einsatzfähig ist.
Manchmal ist das Zeitfenster aber groß genug, so dass sich der Einsatz eines Impfstoffes lohnt, der dann in regelmäßigen Abständen (Jahresrhythmus) den neuen Antigenen angepasst wird. Dies ist zum Beispiel bei der herkömmlichen Grippeimpfung der Fall.
Ist das Zeitfenster aber zu klein, besteht die einzige Möglichkeit der Bekämpfung und Verhinderung der Weiterverbreitung meist in Quarantäne oder  – bei Tieren – Tötung der befallenen Individuen.

## Viren, bei denen Antigendrift auftritt
- Influenzaviren
- Hepatitis-C-Virus
- Lentiviren z. B.: HI-Virus